# Ecliptopera dentifera
Ecliptopera dentifera är en fjärilsart som beskrevs av Moore 1888. Ecliptopera dentifera ingår i släktet Ecliptopera och familjen mätare. Inga underarter finns listade i Catalogue of Life.